# Costanzo Varolio
Costanzo Varolio, latinizado como Constancio Varolius (1543 – 1575), fue un anatomista italiano y médico papal de Gregorio XIII . 

## Biografía
Varolio nació en Bolonia. Fue alumno del anatomista Giulio Cesare Aranzio, él mismo alumno de Vesalio. Recibió su doctorado en medicina en 1567. En 1569, el Senado de la Universidad de Bolonia creó para él una cátedra extraordinaria de cirugía con la responsabilidad de enseñar también anatomía y donde se encuentra una estatua suya en el Teatro Anatómico de Archiginnasio. Más tarde se cree que enseñó en la Universidad Sapienza de Roma, aunque no figura en su lista. No obstante, se sabe que tuvo un éxito considerable en Roma como médico y como cirujano, y su placa conmemorativa en esa ciudad hace referencia a su gran habilidad para extraer cálculos. Supuestamente fue médico del Papa Gregorio XIII y murió en Roma, donde fue enterrado en San Marcello al Corso.
Se le recuerda sobre todo por sus trabajos sobre los nervios craneales. Fue el primero en examinar el encéfalo desde la base hacia arriba, a diferencia de las disecciones anteriores, que se habían realizado desde arriba hacia abajo. En 1573 publicó este nuevo método de disección del encéfalo, por el que separaba el cerebro del cráneo y comenzaba la disección desde la base. Varolio describió por primera vez muchas de las estructuras del encéfalo, como la protuberancia o protuberancia Varolii, que es un centro reflejo de la respiración y un puente de comunicación entre la médula espinal y el encéfalo, la crus cerebral  y la válvula ileocecal.

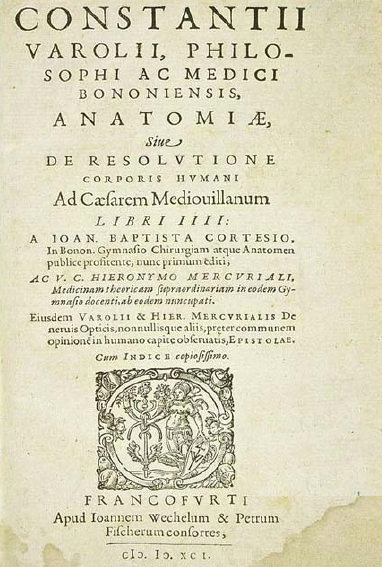
Portada de Anatomiae de corporis humani

Otro tema de su interés era el mecanismo de la función eréctil. Aunque los "Musculi erectores penis" (es decir, los Mm. bulbospongiosi e ischicavernosi) ya habían sido descritos por Galeno en el siglo II d. C., este conocimiento se había perdido en la época de Varolio, que los redescubrió y ofreció una descripción sorprendentemente precisa del mecanismo de la erección, aunque su inexacta atribución de la erección a los "músculos erectores" siguió siendo creída por la mayoría de los anatomistas durante tres siglos.ref>ED LOGS (2006) Historical Highlights of Erectile and Sexual Dysfunction An Illustrated Chronology.</ref>

## Obras
De Nervis Opticis nonnullisque aliis praeter communem opinionem in Humano capite observatis. Ad Hieronymum Mercurialem, Patavii apud Paul et Anton. Meiettos fratres, 1573, 8º, 8 y 32 hojas. Consta de una carta a Hyeronimus Mercurialis, fechada el 1 de abril de 1572, su respuesta y la réplica de Varolius a este último. Se adjuntan tres xilografías relativas al cerebro y dibujadas por el propio Varolius. El grabado es algo tosco, pero claro e instructivo.
Una segunda obra de Varolio, una fisiología teleológica del hombre, se publicó por primera vez después de su muerte: Anatomiae sive de resolutione corporis humani ad Caesarem Mediovillanum libri iv, Eiusdem Varolii et Hieron. Mercrialis De nervis Opticis, etc. epistolae, Francofurti, apud Joh. Wechelum et Petr. Fischerum consortes, 1591, 8º, 8 y 184 pp. Contiene una ilustración. El libro anterior se reeditó como parte de esta obra con el texto inalterado y las xilografías recortadas de manera algo diferente.